# Sonic Boom: Fire & Ice
Sonic Boom: Fire & Ice (с англ. — «Соник Бум: Огонь и лёд»), на территории Японии известная как Sonic Toon: Fire & Ice — видеоигра в жанре action-adventure для платформы Nintendo 3DS. Проект создан студиями Sanzaru Games в сотрудничестве с Sonic Team. Компания Nintendo отвечает за продажи, маркетинг и дистрибуцию игры на территорий Европы, в то время как правообладатель на серию Sega остаётся в качестве издателя в США и Японии. Релиз Sonic Boom: Fire & Ice состоялся 27 сентября 2016 года.

## Игровой процесс
Sonic Boom: Fire & Ice представляет собой платформер с акцентом на высокую скорость и разведку на уровнях. Игрок должен проходить различные зоны, играя за команду Соника. Играть можно за Соника, Тейлза, Наклза, Эми и Стикс. Способности персонажей аналогичны предыдущей части серии, а игрок может мгновенно переключаться между персонажами во время игры с помощью сенсорной панели.
Как и в предыдущей игре, в Fire & Ice содержатся коллекционные предметы. Игра включает в себя четырёх боссов, созданные из окружающей среды Д-Фектом. Также есть три типа бонусных этапов. Уникальной особенностью в этой игре является использованием элементов огня и льда, которые применяются для прохождения уровней. Например, Соник может соединить себя с огнём или льдом, чтобы расплавить лёд на пути или заморозить воду соответственно, чередуясь между двумя способностями по желанию. В игре также представлены различные бонусы, мини-игры и задачи.

## Сюжет
На мистическом острове Рагна-рок злодей Доктор Эггман создаёт вещество рагниум, в качестве топлива для его роботов, чтобы сделать их быстрее Соника. Грязные побочные продукты этой операции переходят через трубу на соседние острова, создавая элементы огня и льда. Между тем, один из приспешников Эггмана — Д-Фект предназначен, чтобы найти в шахтах новые элементы рагниума, используя его магнетические силы. Позже Доктор Эггман объединяется с Д-Фектом, используя новые способности рагниума, также добавляет ему армию роботов-защитников и роботов-гонщиков для победы над Соником. Команда Соника для освобождения островов от Эггмана и его армий должна вызвать обратный поток стихийной пробки и восстановить равновесие в окружающей среде.

## Разработка и выход игры
Sonic Boom: Fire & Ice впервые была анонсирована 9 июня 2015 года. Продюсер Sega, Омар Вудлей заявил, что Sonic Team и Sanzaru Games поработают над своими ошибками после выхода Shattered Crystal, который получил много негативных отзывов. Одной из идентифицированных проблем было то, что любители классического Соника, несмотря на ориентацию игры для детей в возрасте 7-11 лет, были недовольны ужасно длительными уровнями с разведкой. Поэтому уровни будут сокращены и включат в себя способы удовлетворения игроков, предпочитающих большую скорость прохождения. Sega заявила 15 сентября 2015 года, что запланированный на осень 2015 года выход Fire & Ice будет перенесён на 2016 год, чтобы предоставить больше времени на разработку и приурочить выход игры к 25-летию всей серии. Также Sonic Boom: Fire & Ice демонстрировалась на выставке E3 2016.
Выпуск игры состоялся 27 сентября 2016 года в Северной Америке, 30 сентября в Европе и России, 27 ноября в Японии.

## Оценки и мнения
| Сводный рейтинг       | Сводный рейтинг |
| Агрегатор             | Оценка          |
| --------------------- | --------------- |
| GameRankings          | 60,78 %         |
| Metacritic            | 62/100          |
| Иноязычные издания    |                 |
| Издание               | Оценка          |
| Destructoid           | 7/10            |
| Game Informer         | 7/10            |
| GameRevolution        | 3,5/5           |
| GameSpot              | 6/10            |
| IGN                   | 7,5/10          |
| Nintendo World Report | 7/10            |
| Русскоязычные издания |                 |
| Издание               | Оценка          |
| «IGN Россия»          | 6,7/10          |
| «Игромания»           | 7/10            |

Игра получила смешанные отзывы от критиков, однако оценки были намного выше, чем у Sonic Boom: Rise of Lyric и Shattered Crystal. На сайте GameRankings средний рейтинг составляет 60,78 %, а на Metacritic — 62 балла из 100.
| Разработчики из Sanzaru Games провели серьезную работу над ошибками и создали увлекательный платформер, отвечающий всем модным тенденциям жанра. Новая игра ответвления Sonic Boom сбалансирована и, что очень приятно, совершенно не походит на прошлые провалы «параллельной вселенной». — игровой журнал «Игромания» |